# Transcendent getal
Een reëel getal, of algemener een complex getal, {\displaystyle t} noemt men transcendent als {\displaystyle t} niet het nulpunt is van een polynoom van eindige graad {\displaystyle n\geq 1} met geheeltallige of algemener rationale coëfficiënten {\displaystyle a_{k}}. Voor al dergelijke polynomen geldt dus:
{\displaystyle a_{n}t^{n}+\ldots +a_{2}t^{2}+a_{1}t+a_{0}\neq 0}
Een getal dat wel het nulpunt van een polynoom is, heet een algebraïsch getal. Een transcendent getal is een getal dat niet algebraïsch is. 
Ieder transcendent getal is irrationaal, want een rationaal getal is een oplossing van een lineaire vergelijking met geheeltallige coëfficiënten, dus algebraïsch. 
Een transcendent getal kan op de getallenlijn of in het complexe vlak niet door een constructie met passer en liniaal worden aangegeven.
Er zijn overaftelbaar veel transcendente getallen en maar aftelbaar veel algebraïsche getallen. Dit geldt ook op een interval. Daaruit volgt dat een stochastische variabele met continue uniforme verdeling bijna zeker transcendent is.
Een transcendent getal is, zoals opgemerkt, een irrationaal getal, maar niet ieder irrationaal getal is transcendent. Bijvoorbeeld {\displaystyle {\sqrt {2}}} is irrationaal en algebraïsch.

## Geschiedenis
- In 1844 bewees Joseph Liouville dat transcendente getallen bestaan.
- In 1873 bewees Charles Hermite dat e transcendent is.
- In 1882 bewees Ferdinand von Lindemann dat π transcendent is.
- In 1929 bewees Aleksandr Gelfond dat de constante van Gelfond {\displaystyle e^{\pi }} transcendent is.

## Voorbeelden
Getallen, waarvan bekend is dat zij transcendent zijn:
- {\displaystyle e^{a}} als {\displaystyle a} algebraïsch en ongelijk aan nul is, door de stelling van Lindemann-Weierstrass en, in het bijzonder, {\displaystyle e} zelf,
- {\displaystyle \pi }, door de stelling van Lindemann-Weierstrass,
- {\displaystyle e^{\pi }}, de constante van Gelfond, alsmede {\displaystyle e^{-\pi /2}={\frac {1}{\sqrt {e^{\pi }}}}}, volgens de stelling van Gelfond-Schneider,
- {\displaystyle a^{b}} waarin {\displaystyle a} algebraïsch, maar ongelijk aan 0 of 1, en {\displaystyle b} irrationaal algebraïsch is, volgens de stelling van Gelfond-Schneider; in het bijzonder:
  - {\displaystyle 2^{\sqrt {2}}}, de constante van Gelfond-Schneider, ook het hilbertgetal.

## Open problemen
Van enkele reële getallen is nog niet bekend of ze transcendent of algebraïsch zijn, zoals van de constante van Euler-Mascheroni.